# Chloroclystis mediana
Chloroclystis mediana är en fjärilsart som beskrevs av Georg Wolfgang Franz Panzer 1804. Chloroclystis mediana ingår i släktet Chloroclystis och familjen mätare. Inga underarter finns listade i Catalogue of Life.